# Våthults socken
Våthults socken i Småland ingick i Västbo härad i Finnveden, uppgick 1952 i Gislaveds köping och området ingår sedan 1971 i Gislaveds kommun i Jönköpings län och motsvarar från 2016 Våthults distrikt.
Socknens areal är 45,27 kvadratkilometer, varav land 42,36. År 2000 fanns här 291 invånare. Kyrkbyn Våthult med sockenkyrkan Våthults kyrka ligger i socknen. 

## Administrativ historik
Våthults socken har medeltida ursprung.
Vid kommunreformen 1862 övergick socknens ansvar för de kyrkliga frågorna till Våthults församling och för de borgerliga frågorna till Våthults landskommun. Landskommunen inkorporerades 1952 i Gislaveds köping, som sedan 1971 ombildades till Gislaveds kommun.
1 januari 2016 inrättades distriktet Våthult, med samma omfattning som församlingen hade 1999/2000.  
Socknen har tillhört samma fögderier och domsagor som Västbo härad. De indelta soldaterna tillhörde Jönköpings regemente, Norra Västbo kompani.

## Geografi
Våthults socken genomkorsas av Högåsen som når 280 meter över havet. Socknen är en småkuperad mossrik skogsbygd. Största insjö är Majsjön som delas med Bosebo socken.

## Fornminnen
Knappt tio gravrösen och stensättningar från bronsåldern är de enda kända fornminnena.

## Befolkningsutveckling
Befolkningen ökade från 311 1810 till 511 1870 varefter den minskade stadigt till 251 1980. Till 1990 hade folkmängden ökat något till 281 invånare.

## Namnet
Namnet (1375 Wathulta), taget från kyrkbyn, har förledet Våt, troligen syftande på omgivande kärrmarken och efterledet hult, liten skog.